# Nothris
Nothris is een geslacht van vlinders van de familie tastermotten (Gelechiidae).

## Soorten
- N. congressariella (Bruand, 1858)
- N. cophias (Meyrick, 1913)
- N. lemniscellus (Zeller, 1839)
- N. leuca Filipjev, 1928
- N. leucodoxa (Meyrick, 1920)
- N. ochracella Turati, 1926
- N. radiata (Staudinger, 1879)
- N. sulcella Staudinger, 1879
- N. umbrella (Denis & Schiffermüller, 1775)
- N. verbascella

Zwartpootmot (Denis & Schiffermüller, 1775)